# Gyarmati Zsolt (képzőművész)
Gyarmati Zsolt (Nyíregyháza, 1968. március 26. –) magyar festő, installációs művész. Az en:Urban art egyik legjelentősebb hazai képviselője.

## Pályája
Gyarmati Zsolt Budapesten él; a kétezres évek óta hazai és külföldi kiállítóhelyeken rendszeresen kiállító művész.
Világszemléleti állásfoglalásom értelmében az ember eredendően nem a Semmiben és nem is az Információban van, hanem beszorulva közéjük abba az állapotba, amit Zajnak nevezünk, azaz a lényegi informálódást teljesen zavaró, fel nem fogott háttérüzenetek özönében. Kulcsfontosságú alapélmény ezért a képek foganásakor az az információs Zaj, amely a fizikai valóságot felülírja a képzeletben, majd az érzékelés folyamata során traumát keletkeztet. A trauma két irányba lök: az egyik póluson a rombolás, a másikon a formát nyert kreativitás irányába mutat. E kettősség mentén képesek megfogalmazódni a lehetséges üzenetek, amelyek a kommunikatív entitások tartalmait hordozzák.}}

## Művészete
Modulokra szedhető, majd ezen modulokból újra összeállítható táblaképeket, ezekből installációkat, valamint animációkat, grafikákat készít. Jellemző rá tehát a kortárs elektronikus tánczenében – a technóban – kialakult mintázó elv; mind az egyes művek, mind az egyes műveken belüli kompozíciók tekintetében. Festmény-moduljai a képtörténet vizuális agresszivitásának – informel, hard-edge festészet, köztéri hirdető felületek túltelített kollázsai – esszenciájaként fölfoghatók, azzal a kiegészítéssel, hogy a művész ezen agresszorokat megszemélyesítő, a digitális képalkotás jegyében fogant ügynökeit (ha úgy tetszik, démonokat) kiábrázolja, ezáltal a kiábrázolás magán a fogalom értelmezhetőségén át kapcsolódik a spiritualitáshoz.
Gyarmati képei Umbero Ecói értelemben vett nyitott művek , azaz interpretációs lehetőségeik nem behatároltak, szubsztanciálisan indetermináltak, a használót folyton változó olvasatokra késztető ingerkonfigurációk, struktúraként pedig elemek kölcsönös relációba állítható együttesei. Amennyiben az Új Realisták korai 60-as években Párizs utcáin begyűjtött majd roncsolt, visszafejtett plakátjait dekonstrukciónak nevezhetjük, Gyarmati művei fordított dekonstrukciós kísérletek; melyekben a rétegeket nem visszafejti, hanem egymásra építi, és ezt a rendszert részben átláthatóvá teszi.
Manifesztumában az ember helyét a Világszemléleti állásfoglalásom értelmében az ember eredendően nem a Semmi és az Információ közötti zajnak nevezett térbe helyezi, s művei kiindulópontjaként is ezt a Zajt jelöli meg. A Zaj mélyére merülés traumát eredményez ugyan, de a rombolás és kreativitás pulzáló stációit is előidézi. Ez a kettősség az ókori művészetfelfogás ambivalenciájával rokon, melyben a tisztelet a félelemmel párosult. A veszélyt a határmezsgyékre vivő elragadtatás jelentette, mely kivonhat az önellenőrzés alól és olyan dimenzióba ragadhat, ahonnét nehéz visszatérni a valóságba.
Ekvivalens és ikonszerű képtípust használ. Stílusára hatott továbbá formai megoldásokban az art brut, az action painting és a számítógépes grafika képkockákon alapuló eljárása.
Témája a „multi-idejű képi információ”: egyes művei átjárók a fizikai világ dolgai és az emberi fajra jellemző, folyton mozgásban, jelentés-vándoroltatásban lévő képzeleti világ közt.
Gyarmatira jellemző, hogy e mintázó elvet kiterjeszti korábbi műveire is; újabb kompozíciókba építi be őket. Így a műteremből kikerülő művek sajátos műtárgy-ontológiai esetet képeznek: folyamatos mozgásban lévő művészetének rekvizitumaivá válnak.
Gyarmati pixelszörnyei korai számítógépes játékokat idéznek, melyeket a divat ciklikussága és a retróhullám újra leporolt. Keletkezéstörténetük azonban a 80-as éveknél jóval korábbra nyúlik vissza. A 20-as évek robotjait az irodalomból, filmművészetből éppen úgy ismerhetjük, mint a dadaista szeánszokból. Ezek a geometrikus lények a fordista rendszer elgépiesedett dolgozóinak metaforáiként jelentek meg. A robotok történetében még néhány évszázadot visszalépve a homonkulusz középkori mágikus figurájáig jutunk el. Ezek közelebb állnak Gyarmati lényeihez, mert a kora-huszadik századi robotokkal ellentétben nem egy embertömeget szimbolizálnak, hanem egyéni individuumokként jelennek meg, akik csak „teremtőjükkel“ állnak szoros kapcsolatban. A pixel-szörnyek alakjában tehát paradox módon a tudományos materializmus és a középkori mágikus gondolkodás egységet alkot. A művész kompjútergenerált démonai visszatérnek ős-eredetükhöz.
Gyarmati neoanimisztikus esztétikája a kortárs (poszt-) digitális kultúránknak arra a dimenziójára emlékeztet bennünket, mely nem egyszerűen „hátrafelé”, a modernitás „mögé”, mutat, hanem az érzékelési struktúrák kreatív újraértelmezését teszi szükségessé, akár
a modernitásról való lemondás árán is. Vagyis nem valamiféle reakciós romantikáról van szó, hiszen a diszkvalifikált „természetfeletti” csak a modernitás imperializmusának egyik hatalmi projekciója. A szörnyváros testében foglyul ejtve (poszt-) digitális mágiára van szükségünk, hogy hatékonyabban tudjuk megélni saját hibrid létmódunkat, melynek egyik formája a „mesterséges élet” dinamikájától hajtott démonná válás.
Neoanimisztikus esztétikája a kortárs (poszt)digitális kultúránknak arra a dimenziójára emlékeztet bennünket, mely nem egyszerűen „hátrafelé”, a modernitás „mögé”, mutat, hanem az érzékelési struktúrák kreatív újraértelmezését teszi szükségessé, akár a modernitásról való lemondás árán is. Vagyis nem valamiféle reakciós romantikáról van szó, hiszen a diszkvalifikált „természetfeletti” csak a modernitás imperializmusának egyik hatalmi projekciója. A szörnyváros testében foglyul ejtve (poszt)digitális mágiára van szükségünk, hogy hatékonyabban tudjuk megélni saját hibrid létmódunkat, melynek egyik formája a „mesterséges élet” dinamikájától hajtott démonná-válás.

## Egyéni kiállításai[4](válogatás)
- 2003 Gallery International, Baltimore (Maryland, U.S.A.)
- 2004 Subfactor – Műcsarnok (Menü Pont Galéria), Budapest
- 2005 Visszanyert Művészet – Artpool P60 Kiállítótér, Budapest
- 2006 Ape Control – Aranytíz Művelődési Központ, Budapest
- 2006 Bricklounge – Óbudai Társaskör Galéria Archiválva 2019. április 13-i dátummal a Wayback Machine-ben, Budapest
- 2007 Dyspepsia – Kleintierklinik Galerie, Berlin
- 2007 Torkig – Dyspepsia Budapest – K.A.S. Galéria, Budapest
- 2008 Art of the New Age – EE Fine Art Gallery, Cambridge
- 2009 Virtuális múzeumi megoldások – Telekom Székház, Budapest
- 2009 Dioxin Dauer – Collegium Hungaricum, Berlin
- 2009 Botoxpolír – Werk Galéria, Budapest
- 2010 Hásómaci – (Portfolio Points) Loffice, Budapest
- 2010 Stereoid – G13 Galéria, Budapest
- 2010 Metamorph Therapy (Rabócky Judit Ritával) – Óbudai Társakör Galéria Archiválva 2019. április 13-i dátummal a Wayback Machine-ben, Budapest
- 2011 Pixelutioner – Budapest Fiction Galéria, Budapest
- 2011 Mélyhámlasztás – csöp | po:cs Galéria, Székesfehérvár
- 2012 Hyperpassive – Holdudvar Galéria, Budapest
- 2012 Mee-Nee-Mal – Sajtóház Galéria, Budapest
- 2012 Kleintierklinik – Mono Galéria, Budapest
- 2014 Igazmondók – Kepes Intézet, Eger
- 2015 Traumaverzum – Mono Art & Design Galéria, Budapest
- 2015 Iconuu – Ludwig Múzeum, Budapest
- 2015 Próféták | Hamis Próféták (Horváth Lóczi Judittal) – Faur Zsófi – Panel Contemporary Galéria[halott link], Budapest
- 2017 Hypermetropia (Bánki Ákossal) – Ateliers Pro Arts Galéria, Budapest
- 2018 P60/Gy50 – Artpool P60 Galéria, Budapest
- 2018 Holonikus Realizmus – Artpool Művészetkutató Központ | Szépművészeti Múzeum, Kapolcs

## Csoportos kiállításai[4](válogatás)
- 2003 Gallery International, Baltimore (Maryland, U.S.A.)
- 2004 Lomográfiai kiállítás – Goethe Institute, Brussel
- 2005 Az észrevétel művészete és az Experimentátor – Artpool P60 Kiállítótér, Budapest
- 2007 Art of the New Age – EE Fine Art Gallery, Cambridge
- 2008 N+1/2008 Dimenzionista Világtalálkozó – Artpool P60 Kiállítótér, Budapest
- 2008 Szentségtörés – OctogonArt Galéria, Budapest
- 2009 Plastic Fantastic – Ferenczi és Tsai Aukciósház és Galéria, Budapest
- 2009 Launch Exhibition – Chinese Characters Galéria, Budapest
- 2009 Llophatatlan – Present Galéria, Budapest
- 2010 BP Psych BP Spirit – G13 Galéria, Budapest
- 2011 B55 Galéria, Budapest – B55 Galéria
- 2011 Bring the Art Home – Loffice Coworking, Budapest
- 2012 Radiospektív – Nukleáris Művészet FKSE Stúdió Galéria, Budapest
- 2012 It's Spring. Let's Freshen Up Your Artistic Wardrobe – Loffice Coworking, Bécs
- 2012 Prototípia – Helytörténeti Múzeum Nagyterme, Salgótarján
- 2012 Robotinvázió – Apátsági Pince, Artplacc, Tihany
- 2012 Újrafestett valóság – Magyar Nemzeti Galéria, Budapest
- 2012 Robotinvázió, Artplacc After – Bunker Galéria , Budapest
- 2012 ReAltá Ridipinta – Galleria dei Raggi, Róma
- 2013 Parallel Direktívák – B55 Galéria, Budapest
- 2013 ReAltá Ridipinta 2.0 – Római Magyar Intézet, Róma
- 2013 Neugemalte Wirklichkeit – Magyar Nagykövetség, Berlin
- 2013 Paramoral – Zawar Collective, Budapest
- 2014 Neugemalte Wirklichkeit – Magyar Nagykövetség, Bécs
- 2014 Repainted Reality 2.0 – Magyar Nagykövetség, Brüsszel
- 2014 Necromonicon – Latarka Galéria, Budapest
- 2014 Idol – Telep Galéria, Budapest
- 2014 Park Fiction – Bunker Galéria , Budapest
- 2014 NoName – NickArt Galéria, Pécs
- 2014 Repainted Reality 2.0 – Magyar Kulturális és Tudományos Központ, Helsinki
- 2014 Repainted Reality 2.0 – Magyar Kulturális Intézet, Moszkva
- 2014 Nyers / Raw – Klauzál13 Galéria, Budapest
- 2014 Grand Opening – Mono Art and Design Galéria, Budapest
- 2015 Lights On – A.P.A. Galéria, Budapest
- 2015 Itt és Most – Képzőművészet – Műcsarnok | Kunsthalle, Budapest
- 2015 Gépemberek – D17 Galéria, Budapest
- 2015 Több Fény! – Új Budapest Galéria, Budapest
- 2015 Gépemberek – Ecsetgyár – Kulturális Központ[halott link], Kolozsvár
- 2016 Facebook, Lájkok, Szelfik... köztünk élő társas magány – D17 Galéria, Budapest
- 2016 Image Transformers – Műveleti Terület Galéria, Budapest
- 2016 Them – Lemonade Gallery, London
- 2016 Animália – Bartók1 Galéria, Budapest
- 2016 Misericordia – Római Magyar Intézet, Róma
- 2016 Wintermarket – Három Hét Galéria, Budapest
- 2017 Virtuális Ikonok – D17 Galéria, Budapest
- 2017 Medium Conjurors – MaMü Galéria[halott link], Budapest
- 2017 Szuperhősök – D17 Galéria, Budapest
- 2017 Artists' Books for Everything – Weserburg Museum of Modern Art, Bréma
- 2018 Urban Heroes – Blitz Galéria, Budapest
- 2018 II. Nemzetközi Digitális Művészeti Triennálé, Szekszárd
- 2018 Fényetűdök – Eötvös10 Közösségi és Kulturális Színtér Pince Galériája, Budapest
- 2019 Your Art Beat – Galerie Salon Halit Art, Berlin
- 2020 TwentyTwenty – The Wall Space Gallery, Glasgow
- 2020 Heart20 Immune System Therapy – Plasticine Art Factory, London
- 2020 Digitális Agora 2018 – MKISZ Galéria, Budapest
- 2021 Last Words – D17 Galéria, Budapest
- 2021 Galántai – 80 Souvenirs of the Future – Artpool Art Research Center Archiválva 2021. július 9-i dátummal a Wayback Machine-ben, Budapest
- 2021 Art Karlsruhe – Computerspielemuseum, Berlin
- 2021 III. Nemzetközi Digitális Művészeti Triennálé – , Szekszárd
- 2024 XX. Táblaképfestészeti Biennálé – , Szeged

## Művészeti Vásárok[4]
- 2008 Main Hall, Dublin (Írország) – Art Ireland Spring Collection
- 2010 Krisztina Palace, Budapest – Art Market Budapest
- 2012 Millenáris, Budapest – Art Market Budapest
- 2013 ArtPlacc, Tihany – ArtPlacc
- 2014 ArtPlacc, Tihany – ArtPlacc

## Portréfilmek
- 2014 Traumaverzum – Urbánus Művészetterápia Rendezte: Batka Annamária, Producer: Rieger Johanna, Operatőr: Tóth Levente, Gyártó: De Chao Ordo, A film hossza: 18:00

## Monográfiák
- 2008 "Demotett" Írta: Paksi Endre Lehel, Szakmai lektor: Andrási Gábor ISBN 978-963-06-5561-3
- 2010 "Traumaverzum" Írta: Csizmadia Alexa, Paksi Endre Lehel, Rásonyi Ábel, Szerkesztette: Paksi Endre Lehel, Dr.Vauver Krisztina ISBN 978-963-08-1105-7